# 이병호 (1940년)
이병호(李炳浩, 1940년 10월 4일 ~ )는 대한민국의 제12대 국가정보원장이다.

## 학력
- 1959년 서울 경복고등학교 졸업
- 1963년 육군사관학교 19기 문학사
- 1970년 육군보병학교 졸업
- 1972년 육군기갑학교 졸업
- 1987년 미국 조지타운 대학교 대학원 외교안보학과 행정학 석사

## 경력
- 1967년 베트남 전쟁에 1년간 참전.
- 1968년 베트남 전쟁 참전을 마치고 대한민국에 귀국.
- 1982년 육군 대령 예편.
- 1988년 ~ 1990년: 국가안전기획부 국제국장.
- 1990년 ~ 1992년: 주 미국 대사관 공사.
- 1993년 ~ 1997년: 국가안전기획부 제2차장.
- 1997년 ~ 2000년: 주 말레이시아 대사관 대사.
- 2000년 ~ 2003년: 외교통상부 본부대사.
- 2003년 ~ 2015년: 울산대학교 국제학부 초빙교수.
- 2015년 ~ 2017년: 제12대 국가정보원장.

## 범죄

### 국정원 특수활동비 상납
서울중앙지법 형사합의32부(성창호 부장판사)는 2018년 6월 15일 특정범죄가중처벌법상 국고손실과 뇌물공여 등 혐의로 기소된 전 국정원장 이병호에게 징역 3년6개월과 자격정지 2년을 선고했다. 이병호는 재임 시절 국정원 특수활동비 가운데 당시 대통령이었던 박근혜 측에 21억원을 지원한 혐의 등으로 기소됐다. 재판부는 "국정원장의 특활비는 국내·외 보안정보 수집 등에 쓰도록 그 용도나 목적이 정해져 있다"며 "그런 돈을 대통령에게 매달 지급한 것은 사업 목적 범위를 벗어나 위법하다"고 판단했다. 또한 이 사건으로 "무엇보다 엄정해야 할 예산 집행체계가 흔들렸고, 해당 예산이 안전 보장에 사용되지도 못해 국가와 국민의 안전에 위험을 초래하기도 했다"고 지적했다. 그러나 '뇌물' 여부에는 "대통령 요구나 지시로 특활비를 지급하게 된 것이지, 대통령의 직무 관련 대가로 지급한 것으로 보긴 어렵다"고 판단했다. 그러면서 "이번 사건은 대통령이 피고인들과 공모해 국고를 손실하고 횡령한 것으로 봐야 한다"고 덧붙였다. 별도로 이병호 전 국정원장이 새누리당 공천 관련 여론조사에 쓰인다는 것을 알고도 정무수석실에 국정원 특수활동비 5억원을 지원한 것은 국정원법상 정치 관여 금지 행위를 위반한 것으로 판단했다. 그러나 직무 대가로 준 뇌물로는 인정하지 않았다. 이병호는 이날 법정 구속 됐다.